# La Aduana
La Aduana es un pueblo del municipio de Álamos ubicado en el sureste del estado mexicano de Sonora, cercano a los límites divisorios con los estados de Chihuahua y Sinaloa.  La Aduana cuenta con 269 habitantes. Fue fundado bajo el nombre de "Real de Minas de Nuestra Señora de Valvanera de la Aduana" en el año de 1683, después de descubrirse dos yacimientos importantes de plata y turquesa en la región, estableciéndose este asentamiento, el de La Quintera y el de Minas Nuevas para la explotación del metal.El origen del nombre es que  el lugar era un punto de control de salida de los minerales desde la mina a diferentes destinos para su procesamiento.  El pueblo es la décima localidad más habitada del municipio, ya que según los datos del Censo de Población y Vivienda realizado en 2020 por el Instituto Nacional de Estadística y Geografía (INEGI). 
Se encuentra a 9.9 km al este de la villa de Álamos y a 372 km al sureste de Hermosillo, la capital estatal.
La Aduana es reconocido por ser una de las primeras poblaciones importantes del estado, debido a su gran actividad minera durante el siglo XVII, por ser un pueblo semifantasma rico en cultura e historia, y por ser una de las tres primeras localidades en integrar la primera línea de comunicación telefónica de Sonora en 1881, junto a Álamos, Minas Nuevas y Promontorios. Su importancia fue tanta que de 1825 a 1930 fue cabecera de su propio municipio.
En la actualidad La Aduana es un sitio turistístico gracias a su cercanía con el Pueblo Mágico de Álamos, lugar que es concurrido también por turistas al ser promocionado por la Secretaría de Turismo, por lo que el turismo es una de sus actividades principales, sus habitantes organizan recorridos ecológicos dentro de la reserva Sierra de Álamos-Río Cuchujaqui y preparan en sus casas lo mejor de la gastronomía local.

## Geografía
La Aduana se ubica en el sureste del estado de Sonora, en la región centro del territorio del municipio de Álamos, sobre las coordenadas geográficas 27°02'21" de latitud norte y 109°00'37" de longitud oeste del meridiano de Greenwich, a una altura media de 514 metros sobre el nivel del mar, el pueblo está dentro de la zona protegida Sierra de Álamos-Río Cuchujaqui.

## Personajes destacados
- Pedro Jorge Almada (1883-1960): comandante de policía de Huatabampo, militar y escritor del libro Con mi Cobija al Hombro y Memorias de un Revolucionario.

## Galería
|                                                                      |
| El templo histórico dedicado a la Virgen de Valvanera, en La Aduana. |

|                           |
| Vivienda estilo hacienda. |

|                    |
| Portones antiguos. |

|                     |
| Lateral del templo. |

|                        |
| La plaza de La Aduana. |

|                    |
| Una calle antigua. |